# Archibald Thomas Robertson
Archibald Thomas Robertson (Chatham, 6 novembre 1863 – Louisville, 24 settembre 1934) è stato un grecista, teologo e predicatore statunitense. Membro della Convenzione battista del sud, fu uno studioso del Nuovo Testamento e della koinè greca.

## Biografia
Figlio di John e di Ella Martin Robertson, il padre era un medico condotto e proprietario di una piantagione di 1.500 acri nell'estremo sud della Virginia, non direttamente interessata dalla Guerra di secessione, quanto piuttosto dalla crisi economica immediatamente successiva, che ne causò la bancarotta e li costrinse a vendere i possedimenti agrari per trasferirsi con i sette figli in una piccola fattoria a Statesville, nella Carolina del Nord. 

In un primo periodo, i Robertson frequentarono tre settiimane al mese la chiesa presbiteriana locale, finché raccolsero i fondi necessari per edificare un luogo di culto battista, con il reverendo J.B. Boone e Anzi Charles Dixon di Asheville, futuro assistente di Charles Spurgeon alla Metropolitan Tabernacle di Londra.
Battezzato a marzo del 1876, privo di istruzione secondaria di base e di risorse economiche, Archibald Thomas si iscrisse al College tre anni più tardi, con l'aiuto iniziale di Dixon e con la promessa di supporto monetario da parte dell'associazione di predicatori locale. Si distinse nello studio delle lingue antiche, diplomandosi in sei anni (come valedictorian).
Nel 1885 conseguì l'M.A. al Wake Forest College e, tre anni dopo, il Master of Theology al Seminario Teologico Battista di Louisville, nel Kentucky. John Albert Broadus (1827-1895), sacerdote battista e professore di omiletica, all'epoca direttore dell'istituto, lo invitò a diventare suo assistente nell'insegnamento del greco e dell'interpretazione scritturale.

Nel 1890 fu promosso a docente associato, nel 1892 a professore. Tre anni più tardi, alla morte di Broadus, subentrò di ruolo nella cattedra del suo mentore e maestro.
Il 22 novembre 1894 sposò Ella Broadus (19 aprile 1872 — 5 dicembre 1945), figlia di John Albert, che fu autrice di pubblicazioni a carattere religioso, e curatrice di un'edizione della Bibbia per ragazzi.
Entrambi riposano nel cimitero di Cave Hill, a Louisville.

## Attività
Robertson coniugò l'attività di ricerca a quella di un richiesto predicatore, che tenne conferenze in tutti gli Stati Uniti.
 
Le sue opere più note ed estese sono: 
- Word Pictures of the New Testament[8],
- A Grammar of the Greek New Testament in the Light of Historical Research ("Una grammatica greca del Nuovo Testamento alla luce della ricerca storica"), giunta alla quarta edizione nel 1923.

Primo battista a ottenere un lettorato al Seminario Teologico di Princeton, fu autore complessivamente di oltre quaranta pubblicazioni.
La corrispondenza dal 1879 al 1934 è formata da più di 12.000 elementi, raccolti in dieci tomi e ulteriori due di miscellanea, unitamente a manoscritti, annotazioni e fotografie relativi alla sua attività di predicatore, confeenziere, docente e scrittore. Essi sono conservati e parzialmente digitalizzati presso il Seminario Teologico Battista di Louisville.

## Opere
- Syllabus for New Testament Greek Syntax (1900)
- Life and Letters of John Albert Broadus (1901)
- Bibliography of New Testament Greek (1903)
- Teaching of Jesus Concerning God the Father (1904)
- Epochs in the Life of Jesus (1907)
- Short Grammar of the Greek New Testament (1908; traduzione italiana: 1910, traduzione tedesca: 1911, traduzione francese: 1911; traduzione olandese: 1912)
- Epochs in the Life of Paul (1909; new edition, 1914)
- John the Loyal, or Studies in the Ministry of the Baptist (1911; nuova edizione: 1915)
- The Glory of the Ministry (1911)
- A Grammar of the Greek New Testament in the Light of Historical Research (1914)
- Practical and Social Aspects of Christianity (1915)
- Studies in the New Testament (1915)
- The New Citizenship (1919)
- Luke the Historian in the Light of Historical Research (1920)
- The Pharisees and Jesus (1920)
- Types of Preachers in the New Testament (1922)
- The Minister and His Greek New Testament (1923)
- An Introduction to the Textual Criticism of the New Testament (1925)
- Word Pictures of the New Testament (1927)
- Some Minor Characters in the New Testament (1928)
- Paul and the Intellectuals: The Epistle to the Colossians (1928)
- A Harmony of the Gospels (1922)
- Passing on the Torch and Other Sermons (1934)
- (EN) Word Pictures of the New Testament (PDF),  p. 2381 (archiviato il 5 ottobre 2012). (Commentario teologico ed esegetico del NT, per singoli versi. Opera nel pubblico dominio)